# Fiorenza Cossotto
Fiorenza Cossotto (née le 22 avril 1935 à Crescentino, dans la province de Verceil, au Piémont) est une cantatrice italienne, l'une des plus éminentes mezzo-sopranos de sa génération.

## Biographie
Fiorenza Cossotto étudie d'abord au Conservatoire de Turin avec Paola Della Torre, puis à Milan avec Mercedes Llopart et Sergio Ravazzin. Elle débute à La Scala dès 1955 dans de petits rôles, et participe à la création de Dialogues des carmélites de Francis Poulenc, le 26 janvier 1957.
En 1958, elle chante Romeo dans I Capuleti ed i Montecchi à la radio italienne, et Giovanna Seymour dans Anna Bolena au Festival de Wexford (Wexford Festival Opera). L'année suivante, elle parait au Royal Opera House de Londres, en Neris dans Medea, aux côtés de Maria Callas. En 1962, elle parait à La Scala, en Urbain dans une reprise de Les Huguenots, aux côtés de Joan Sutherland. La même année, elle remplace au pied levé et sans temps de répétition Giulietta Simionato dans le rôle titre de La Favorite. En 1965, elle jouera Adalgisa aux côtés de Maria Callas dans Norma à l'Opéra de Paris. En 1967 elle chante comme soliste le Requiem de Verdi, sous la direction d'Herbert Karajan, filmé  par Henri-Georges Clouzot.
Elle aborde alors les grands rôles de mezzo du répertoire italien (Adalgisa, Leonora, Azucena, Ulrica, Preziosilla, Eboli, Amneris, Laura, Princesse de Bouillon, etc.) qu'elle chante sur toutes les grandes scènes lyriques d'Italie et du monde (Paris, Vienne, Salzbourg, Barcelone, Lisbonne, New York, San Francisco, Chicago, Buenos Aires, etc.).
Elle chante aussi quelques rôles de soprano dramatique tels Lady Macbeth et Santuzza, ainsi que les grands rôles de mezzo du répertoire français tels Carmen et Dalila.
Dotée d'une voix robuste et vibrante, mais apte à l'agilité, Cossotto est tenue pour la meilleure mezzo italienne depuis les Ebe Stignani, Giulietta Simionato et Fedora Barbieri.
Elle fut mariée à la basse italienne Ivo Vinco, avec qui elle eut un fils, Roberto.

## Sources
- Harold Rosenthal, John Warrack, Roland Mancini et Jean-Jacques Rouveroux, Guide de l'opéra, Paris, Fayard, coll. « Les indispensables de la musique », 1995, 968 p. (ISBN 978-2-213-59567-2)